# Brookhaven, Mississippi
För andra betydelser, se Brookhaven.
Brookhaven är en stad (city) som är administrativ huvudort i Lincoln County i Mississippi i USA.
Brookhaven grundades 1818, men det var först när järnvägen New Orleans, Jackson and Great Northern drogs fram som någon verklig tillväxt skedde. Orten har fått sitt namn efter Brookhaven i delstaten New York, som var grundarens hemstad.
Vid 2020 års folkräkning hade Brookhaven 11 674 invånare. Orten är huvudort i Brookhavens storstadsområde (micropolitan statistical area), som vid 2020 års folkräkning hade 34 907 invånare.

## Kända personer
- Lance Alworth, amerikansk fotbollsspelare
- Bernard Ebbers, affärsman
- Cindy Hyde-Smith, politiker